# Щавель водный
Щаве́ль во́дный, или Щавель водяно́й (лат. Rūmex aquāticus) — многолетнее травянистое растение, вид рода Щавель (Rumex) семейства Гречишные (Polygonaceae).

## Ботаническое описание
Стебель волосистый, прямостоячий, 50—150 см высотой, продольно бороздчатый.
Листья простые, цельнокрайные, очерёдные, заострённые, голые; нижние — на длинных, неясно желобчатых черешках, сердцевидно-треугольные.
Цветки обоеполые, актиноморфные, с простым зелёным околоцветником, в мутовках. Соцветия метельчатые, с прижатыми ветвями. Цветёт в июне — июле.
Плод — орешек тёмно-бурого цвета около 3 мм длиной.

## Распространение и экология

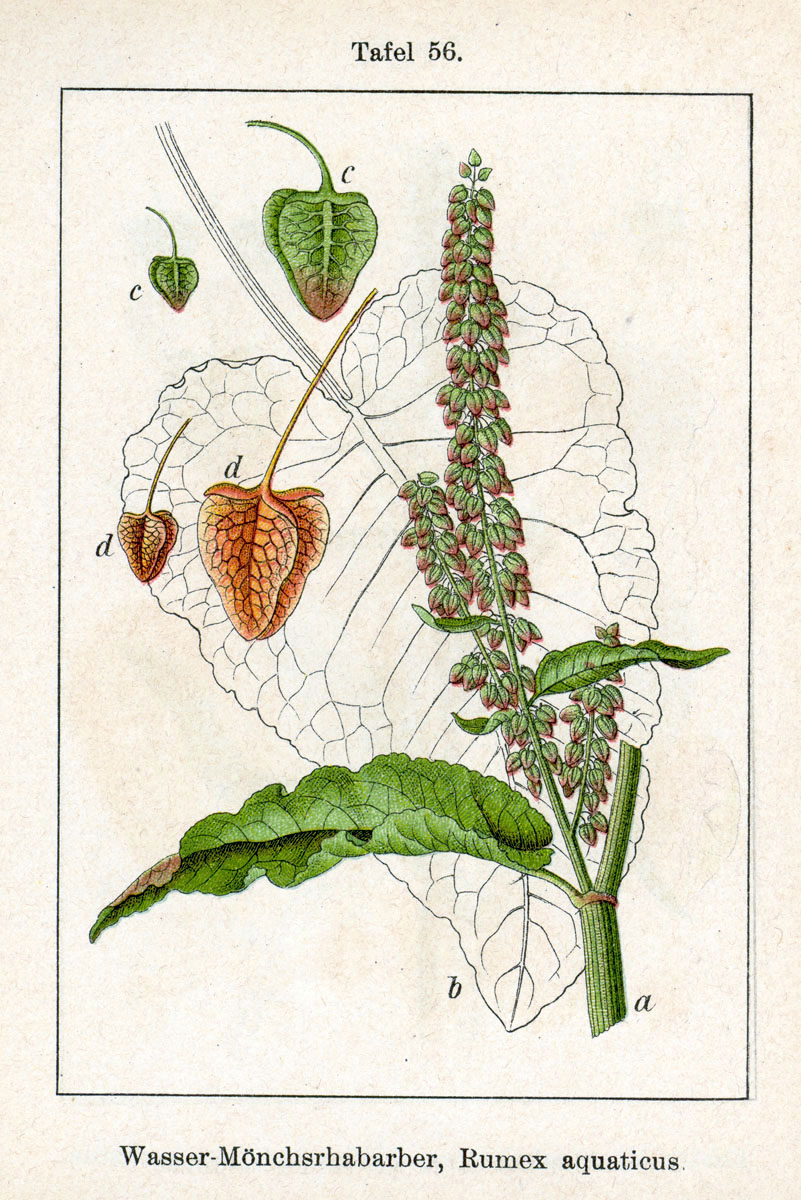

Растение распространено на всей территории Евразии от скандинавских стран и Британии до Китая и Японии. В России повсеместно встречается в средней полосе европейской части, произрастает во многих областях Сибири и Дальнего Востока.
Часто приурочен к берегам водоёмов, селится на заболоченных лугах и около болот, может расти на песчаных почвах и галечниках, среди зарослей ивняка.

## Химический состав
| Что анализировалось | От абсолютного сухого вещества в % | От абсолютного сухого вещества в % | От абсолютного сухого вещества в % | От абсолютного сухого вещества в % | От абсолютного сухого вещества в % |
| Что анализировалось | золы                               | протеина                           | жира                               | клетчатки                          | БЭВ                                |
| ------------------- | ---------------------------------- | ---------------------------------- | ---------------------------------- | ---------------------------------- | ---------------------------------- |
| Листья              | 4,9                                | 24,9                               | 2,6                                | 12,4                               | 45,2                               |
| Семена              | 6,3                                | 14,7                               | 3,2                                | 15,8                               | 60,0                               |

## Значение и применение
Крупным рогатым скотом не поедается. Данные о поедаемости северным оленем (Rangifer tarandus) противоречивы. По одним данным поедается. Однако по наблюдениям на острове Колгуев в августе и сентябре оленями не поедался. Поедается обыкновенным бобром (Castor fiber). Летом поедается европейским лосём (Alces alces Linnaeus).
Молодые листья съедобны. При обилии на лугах рассматривается как луговой сорняк. Двукратное скашивание в течение ряда лет, как мера борьбы не дала положительного эффекта в низовьях реки Оби.
Подземные части растения содержат дубильные вещества.
Имеются сведения о использовании растения в народной медицине. Сильно вяжущая трава, цветки и семена в виде порошка употреблялись от поноса.

## Классификация

### Таксономия
- Rumex aquaticus L., 1753, Sp. Pl. : 336

Вид Щавель водный включается род Щавель (Rumex) семейства Гречишные (Polygonaceae) порядка Гвоздичноцветные (Caryophyllales) последовательно входящего в клады Суперастериды → Эвдикоты → Цветковые растения. Таксономическая схема в соответствии с Системой APG IV по состоянию на декабрь 2023 года:
|  |                          |  |                                   |                                   |                     |  | еще 40 семейств | еще 40 семейств |                   |  |                         |  | еще 151 подтвержденныйх видов и 494 вида в статусе "неподтвержденных" | еще 151 подтвержденныйх видов и 494 вида в статусе "неподтвержденных" |  |
|  |                          |  |                                   |                                   |                     |  | еще 40 семейств | еще 40 семейств |                   |  |                         |  | еще 151 подтвержденныйх видов и 494 вида в статусе "неподтвержденных" | еще 151 подтвержденныйх видов и 494 вида в статусе "неподтвержденных" |  |
|  |                          |  |                                   | порядок Гвоздичноцветные          |                     |  |                 |                 | род Щавель        |  |                         |  |                                                                       |                                                                       |  |
|  |                          |  |                                   | порядок Гвоздичноцветные          |                     |  |                 |                 | род Щавель        |  | 2 внутривидовых таксона |  |                                                                       |                                                                       |  |
|  | клада Цветковые растения |  |                                   |                                   | семейство Гречишные |  |                 |                 | вид Щавель водный |  |                         |  |                                                                       |                                                                       |  |
|  | клада Цветковые растения |  |                                   |                                   |                     |  |                 |                 |                   |  |                         |  |                                                                       |                                                                       |  |
|  |                          |  | ещё 63 порядка цветковых растений | ещё 63 порядка цветковых растений |                     |  |                 | еще 60 родов    | еще 60 родов      |  |                         |  |                                                                       |                                                                       |  |
|  |                          |  |                                   | ещё 63 порядка цветковых растений |                     |  |                 |                 | еще 60 родов      |  |                         |  |                                                                       |                                                                       |  |

### Внутривидовые таксоны
- Rumex aquaticus subsp. arcticus (Trautv.) Hiitonen
- Rumex aquaticus subsp. protractus (Rech.f.) Rech.f.